# أولوكاو ديل ري
بلدية عقاب الملك أو (نقحرة: أولوكاو ديل ري) (بالإسبانية: Olocau del Rey)‏، هي إحدى بلديات مقاطعة قسطلونة التي تقع في منطقة بلنسية، في شرق إسبانيا. بلغ عدد سكانها 136 نسمة وفقاً لإحصائية سنة (2006).